# Juan Marinello Vidaurreta
Juan Marinello Vidaurreta (Jicotea, Ranchuelo, 2 de Novembro de 1898 — 27 de Março de 1977) foi um político (deputado, senador, ministro), Reitor da Universidade de Havana e escritor (crítico e ensaísta) cubano.
Após concluir o curso secundário ingressou no nível superior e na Universidade de Havana obteve o doutorado em direito público e direito civil assim como em Filosofia e Letras.
Desde os anos 1920 exerceu militância política. Também nessa mesma década  fundou e trabalhou como editor da "Revista de Avance" e no início dos anos 1930 chegou ficar um período preso por protestar contra o governo ditatorial de Gerardo Machado.
Em 1938 era o presidente do Partido União Revolucionária, que se uniu ao Partido Comunista cubano para formar a União Revolucionária Comunista. Nas eleições de 1940 a União Revolucionária Comunista integrou a Coalizão Socialista Democrática, que tinha Fulgêncio Batista como candidato presidência e Juan Marinello à prefeitura de Havana. Ainda em 1940 além de ser um dos seis comunistas eleitos para a Assembleia Constituinte e foi eleito senador por Camanguey.
Fulgêncio Baptista em 1942 nomeou Marinello para um Ministério.Em 1944 a União Revolucionária Comunista passa a se chamar Partido Socialista Popular e Marinello exerce a sua presidência até 1962, quando o PSP se junta às Organizações Revolucionárias Integradas. A partir de 1963 passa a ser embaixador permanente de Cuba na UNESCO.
Foi o candidato do PSP à presidência da república em 1948.

## Obras
- Liberación (1927)
- Americanismo y Cubanismo Literarios (1932)
- Españolidad Literaria de José Martí (1942)
- Once ensayos martianos (1955)